# Vách ngăn mũi
Vách ngăn mũi (tiếng Latinh: septum nasi) ngăn cách đường thở trái và phải trong mũi, chia mũi thành hai lỗ mũi.
Nó bị đè xuống do cơ bắp của vách ngăn mũi.

## Kết cấu
Phần cuối bên ngoài của vách ngăn mũi được gọi là columella hoặc columella nasi, và được tạo thành từ sụn và mô mềm. Vách ngăn mũi chứa xương và sụn hyaline. Nó thường dày khoảng 2 mm.
Vách ngăn mũi bao gồm bốn cấu trúc:
- tấm vuông góc của xương ethmoid
- xương lá mía
- sụn mũi
- mào sàng hàm trên

Phần thấp nhất của vách ngăn là một dải xương hẹp chiếu từ xương hàm trên và xương vòm miệng và là chiều dài của vách ngăn. Dải xương này được gọi là mào sàng hàm trên, và nó khớp ở phía trước với sụn tứ giác, và ở phía sau với xương lá mía. Mào sàng hàm trên được mô tả trong giải phẫu của vách ngăn mũi là có thành phần hàm và thành phần vòm miệng.

## Ý nghĩa lâm sàng
Vách ngăn mũi có thể tách khỏi đường trung tâm của mũi trong tình trạng được gọi là vách ngăn lệch do chấn thương. Tuy nhiên, bình thường có một độ lệch nhẹ sang một bên. Vách nói chung nằm ở giữa cho đến khoảng bảy tuổi, tại thời điểm đó nó sẽ thường xuyên lệch sang phải. Một hoạt động để làm thẳng vách ngăn mũi được gọi là phẫu thuật chỉnh vách ngăn mũi.
Một vách ngăn mũi đục lỗ có thể được tạo thành do loét, chấn thương do một vật chèn vào, tiếp xúc lâu dài với khói hàn, hoặc sử dụng cocaine. Có một quy trình có thể giúp đỡ cho những người bị vách ngăn đục lỗ. Một nút silicon có thể được đưa vào lỗ để đóng vết thương hở.